# Apag
Apag (títol en anglès: Feast) és una pel·lícula filipina-honkongnesa dirigida per Brillante Mendoza, estrenada l'any 2022. Produïda per Heaven Pictures (Hong Kong), About Us But Not About Us és una de les vuit pel·lícules oficials que van competir en l'edició inaugural a l'abril del 49è Festival de cinema d'estiu de Metro Manila (2023).

## Argument
Rafael, membre d'una família acomodada, es veu involucrat en un fatídic accident de cotxe mentre torna cap a casa després d'anar al mercat i fer algunes compres per a organitzar una gran festa. Amb el cor encongit per la por, intenta ocultar els fets i acaba en una espiral de desesperació a causa de la seva consciència pesant. Així comença l'impactant trama que ens ofereix la nova pel·lícula, de gènere dramàtic, de Brillante Mendoza.

## Crítica
Segons 'InterFilm, the International Interchurch Film Organisation' la pel·lícula no aconsegueix estar a l'altura dels èxits anteriors del director filipí i la història de reconciliació no és prou intensa ni comprensible. L'autor de la crítica considera que la pel·lícula no aprofundeix prou en l'entorn social i només es centra en les preferències alimentàries a les Filipines.

## Al voltant de la pel·lícula

### Anecdotari
- L'actriu Gladys Reyes va compartir fotografies i vídeos del darrer dia de rodatge a través dels seus comptes a les xarxes socials.[6]
- L'actor Lito Lapid és un reconegut polític filipí.[7][6]
- El título de la pel·lícula, Apag, és una parula en tagal que es tradueix al català com a «banquet».

## Repartiment principal
El repartiment principal està integrat per,
- Coco Martin
- Gladys Reyes
- Lito Lapid
- Gina Pareño
- Jaclyn Jose
- Julio Diaz
- Mercedes Cabral
- Ronwaldo Martin

## El context històric de la pel·lícula
La pel·lícula mostra la desigualtat econòmica i social a les Filipines a través de la vida d'un jove ric, el comportament del qual està influenciat pel seu fort sentiment religiós. La pel·lícula suggereix que la divisió social pot ser curada compartint una festa, però també critica la manera com els rics exerceixen el seu poder sobre els pobres. Tot i que la pel·lícula presenta el perdó com a valuós per superar la culpa, també suggereix que els rics han d'assumir la responsabilitat de les seves accions per aconseguir una veritable igualtat. Apag és una pel·lícula potent que explora la desigualtat social i econòmica a les Filipines i el paper que juga la religió en el comportament de les persones.